# Си, Джеймс
Джеймс Си (англ. James Sie; род. 18 декабря 1962, Саммит, Нью-Джерси) — американский (китайского происхождения) актёр озвучивания, также известен как актёр телевидения, киноактёр, драматург и писатель.

## Биография
Джеймс Си родился 18 декабря 1962 года в городке Саммит (штат Нью-Джерси, США). Отец — китаец, мать — итальянка.
С 1996 года начал сниматься в кино, с 1999 года стал актёром озвучивания, и именно на этом поприще он преуспел сильнее всего. Получил прозвище «Jackie Chan impersonator», так как его голос очень схож с голосом Джеки Чана, именно его он озвучил в нескольких мультсериалах и компьютерных играх.

### Личная жизнь
Джеймс Си — открытый гей. В 2008 году он сочетался браком с певцом и сочинителем песен по имени Дуглас Вуд. Пара усыновила мальчика-вьетнамца по имени Бенджамин.

## Фильмография

### Озвучивание и дубляж телесериалов, кинофильмов, мультфильмов и мультсериалов
- 2000—2005 — Приключения Джеки Чана / Jackie Chan Adventures — Джеки Чан • второстепенные персонажи (в 95 эпизодах)
- 2001 — Убойный футбол / 少林足球 — второстепенные персонажи
- 2001 — Отряд времени[англ.] / Time Squad — Конфуций (в 2 эпизодах)
- 2002 — Герой / 英雄 — Сломанный Меч
- 2002—2008 — Царь горы — второстепенные персонажи (в 12 эпизодах)
- 2003—2006 — Дэнни-призрак / Danny Phantom — Кван • турист (в 12 эпизодах)
- 2004 — Лига справедливости: Без границ / Justice League Unlimited — Ветряной Дракон • генерал Кван • учёный (в 2 эпизодах)
- 2005 — Что новенького, Скуби-Ду? / What's New, Scooby-Doo? — Луи Хонг Фа (в эпизоде Block-Long Hong Kong Terror[англ.])
- 2005 — Бэтмен против Дракулы / The Batman vs. Dracula — второстепенные персонажи
- 2005 — Приключения Джимми Нейтрона, мальчика-гения / The Adventures of Jimmy Neutron, Boy Genius — Йо Йи • старый монах • ниндзя (в эпизоде Crouching Jimmy, Hidden Sheen)
- 2005—2006 — Аватар: Легенда об Аанге / Avatar: The Last Airbender — торговец капустой • Оядзи • второстепенные персонажи (в 7 эпизодах)
- 2006 — Ледниковый период 2: Глобальное потепление / Ice Age: The Meltdown — Freaky Male
- 2006 — A.T.O.M. / Action Man: A.T.O.M. - Alpha Teens on Machines — Терренс Яо (в эпизоде The Sword of Jo-Lan)
- 2006 — Жизнь и приключения Джунипер Ли / The Life and Times of Juniper Lee — Келлингтон • Кай Йи (в эпизоде Out of the Past)
- 2006 — Хеллбой: Меч громов[англ.] / Hellboy: Sword of Storms — второстепенные персонажи
- 2006 — Умелец Мэнни / Handy Manny — мистер Чу (в 3 эпизодах)
- 2006 — Чародейки / W.I.T.C.H. — Чен Лин (в эпизоде X Is for Xanadu)
- 2006—2008 — На замену / The Replacements — мастер Фо (в 5 эпизодах)
- 2007 — Несокрушимый Железный человек / The Invincible Iron Man — Ван Чу • второстепенные персонажи
- 2007 — Отдыхай, Скуби-Ду! / Chill Out, Scooby-Doo! — шерп Пемба
- 2007—2008, 2021 — Любопытный Джордж[англ.] / Curious George — хирург • сын бакалейщика • коллекционер (в 4 эпизодах)
- 2008 — Секреты неистовой пятёрки / Secrets of the Furious Five — Папаша Гадюка • Свин
- 2008—2009 — Семейство Сатурдей / The Secret Saturdays — Седзи Фузен (в 2 эпизодах)
- 2009 — Рога и копыта. Возвращение / Back at the Barnyard — Kobe Cow (в эпизоде Pig Amok / Sun Cow)
- 2009 — Росомаха и Люди Икс / Wolverine and the X-Men — главарь якудзы • сенсей Огун (в эпизоде Code of Conduct)
- 2009—2011 — Бэтмен: Отважный и смелый / Batman: The Brave and the Bold — Райан Чой • Атом • Дина-Мит (в 4 эпизодах)
- 2010 — Ни Хао, Кай-Лан! / Ni Hao, Kai-Lan — Король-Лис (в эпизоде Princess Kai-Lan)
- 2010 — Обычный мультик / Regular Show — Джимми (в эпизоде Grilled Cheese Deluxe)
- 2011 — Рыбология / Fish Hooks — Колючий Ниндзя (в эпизоде Milo Gets a Ninja)
- 2011—2016 — Кунг-фу панда: Удивительные легенды / Kung Fu Panda: Legends of Awesomeness — около 18 персонажей (в 64 эпизодах)
- 2012—2013 — Легенда о Корре / The Legend of Korra — аббат Шунг • Лау Ган-Лан (в 2 эпизодах)
- 2012—2014 — Черепашки-ниндзя / Teenage Mutant Ninja Turtles — Цой • мужчина (в 4 эпизодах)
- 2013 — 47 ронинов / 47 Ronin — voice talent
- 2013—2016 — София Прекрасная / Sofia the First — император Квон • советник (в 3 эпизодах[англ.])
- 2014 — Воспоминания о Марни / 思い出のマーニー — Кадзухико
- 2015—2017 — Майлз с другой планеты[англ.] / Miles from Tomorrowland — Гонг-Гонг (в 4 эпизодах)
- 2016 — Кунг-фу панда: Загадки свитка[англ.] / Kung Fu Panda: Secrets of the Scroll — Мастер Обезьяна • отец Мастера Гадюки
- 2016—2017 — Елена — принцесса Авалора / Elena of Avalor — Седзи (в 2 эпизодах[англ.])
- 2018 — Изысканная Нэнси Клэнси[англ.] / Fancy Nancy — мистер Чен (в эпизоде La Danse of Friendship / Shoe La La!)
- 2018—2019 — Кунг-фу панда: Лапки судьбы / Kung Fu Panda: The Paws of Destiny — 5 персонажей (в 16 эпизодах)
- 2019 — Потому что это первая любовь[англ.]  / 첫사랑은 처음이라서 — Yoon Da-Hoon • второстепенные персонажи (в 6 эпизодах)
- 2019 — Как приручить дракона 3 / How to Train Your Dragon: The Hidden World — Чагатай-Хан
- 2019 — Белая Змея[англ.] / 白蛇：缘起 — Тёмный Генерал
- 2019 — Хранитель Лев / The Lion Guard — Смун • Сахаси (в 3 эпизодах)
- 2019, 2022 — Мой шумный дом / The Loud House — бариста • официант (в 2 эпизодах[англ.])
- 2021 — Кармен Сандиего / Carmen Sandiego — мистер Ли (в эпизоде The Beijing Bullion Caper)
- 2021—2023 — Симпсоны / The Simpsons — Пол Пот • продюсер • лама (в 3 эпизодах)
- 2022 — Миньоны: Грювитация / Minions: The Rise of Gru — второстепенные персонажи
- 2022—2023 — Кунг-фу панда: Рыцарь дракона[англ.] / Kung Fu Panda: The Dragon Knight — 5 персонажей (в 3 эпизодах)
- 2022 — н. в. — Lego Monkie Kid[англ.] — Шифу Субодхи • Дракон Востока (в 5 эпизодах)
- 2022 — н. в. — Звёздный путь: Нижние палубы / Star Trek: Lower Decks — разные персонажи (в 3 эпизодах)
- 2023 — Обезьяний король / The Monkey King — старая обезьяна
- 2024 — Аватар: Легенда об Аанге / Avatar: The Last Airbender — торговец капустой (в 10 эпизодах)

### Озвучивание и дубляж компьютерных игр
- 2002 — Bruce Lee: Quest of the Dragon[англ.] — Брюс Ли
- 2004 — Shellshock: Nam '67[англ.] — генерал Дием • несколько второстепенных персонажей
- 2004 — Shark Tale[англ.] — Additional Tenant Fish
- 2004 — Jackie Chan Adventures[англ.] — Джеки Чан
- 2005 — Narc[англ.] — монах • полицейский • гражданин
- 2005 — X-Men Legends II: Rise of Apocalypse — Солнечный огонь
- 2005 — Age of Empires III — второстепенные персонажи
- 2006 — Guild Wars Factions[англ.] — Суун
- 2006 — Saints Row — житель Стилуотера
- 2006 — Marvel: Ultimate Alliance — Фин Фань Фум • Мандарин • Нейтрон • Радиоактивный человек[англ.] • Древний
- 2006 — Lost Planet: Extreme Condition — Деннис Айзенберг
- 2007 — Spider-Man 3 — бандит Драконий Хвост • второстепенные персонажи
- 2007 — Syphon Filter: Logan's Shadow[англ.] — доктор Шен Рей
- 2007 — Uncharted: Drake’s Fortune — Эдди Раджа, главарь индонезийских пиратов
- 2007 — The Golden Compass[англ.] — самодиец • Троллесунд
- 2008 — Lost Planet: Colonies — Деннис Айзенберг
- 2008 — Kung Fu Panda — Мастер Обезьяна
- 2008 — Metal Gear Solid 4: Guns of the Patriots — Джонатан
- 2008 — Saints Row 2 — второстепенные персонажи
- 2008 — Kung Fu Panda: Legendary Warriors[англ.] — Кролик • Крыс Головорез
- 2009 — Prototype — второстепенные персонажи
- 2009 — Indiana Jones and the Staff of Kings — Слепая Утка
- 2009 — Wet — Минг Чунг
- 2009 — Uncharted 2: Among Thieves — Эдди Раджа, главарь индонезийских пиратов (только в режиме «Мультиплеер»)
- 2010 — Lost Planet 2 — Carpetbagger Announcer
- 2010 — Mafia II — мистер Вонг
- 2011 — Kung Fu Panda 2[англ.] — Мастер Обезьяна
- 2011 — Uncharted 3: Drake’s Deception — Эдди Раджа, главарь индонезийских пиратов
- 2012 — Guild Wars 2 — второстепенные персонажи
- 2012 — Hitman: Absolution — Король Чайнатауна • Ларри Клэй • второстепенные персонажи
- 2013 — Marvel Heroes — Джимми Ву[англ.]
- 2015 — Fallout 4 — Дзюнь Лонг • доктор Сун
- 2016 — Hitman — Конг Туо-Кванг
- 2016 — Uncharted 4: A Thief’s End — второстепенные персонажи (только в режиме «Мультиплеер»)
- 2020 — Final Fantasy VII Remake — профессор Ходзё
- 2020 — Ghost of Tsushima — второстепенные персонажи
- 2020 — World of Warcraft: Shadowlands — второстепенные персонажи
- 2021 — Back 4 Blood — Heng, Tunnels of Terror Expansion
- 2022 — Crisis Core: Final Fantasy VII Reunion — профессор Ходзё
- 2023 — Diablo IV — второстепенные персонажи

### Роли «вживую»: фильмы и сериалы
- 1996 — Цепная реакция / Chain Reaction — Кен Лим
- 1998 — Служители закона / U.S. Marshals — Винсент Линг
- 1998 — Дарма и Грег / Dharma & Greg — Man on Line (в эпизоде Ringing Up Baby[англ.])
- 1999 — Ради твоей любви[англ.] / For Your Love — официант (в эпизоде The Thanks You Get)
- 1999 — Летучие мыши[англ.] / Bats — сержант Джеймс
- 1999 — Провиденс / Providence — доставщик (в эпизоде Home for the Holidays)
- 2000 — Семейное право[англ.] / Family Law — Лана Дагчен (в эпизоде Playing God)
- 2001 — Скорая помощь / ER — интерн (в эпизоде A Walk in the Woods)
- 2001 — Зачарованные / Charmed — продавец обуви (в эпизоде Pre-Witched)
- 2001 — Призрачный мир / Ghost World — азиат Стивен, коллекционер записей
- 2001 — Девушки с характером[англ.] / V.I.P. — ресторанный критик (в эпизоде Crouching Tiger, Hidden Val)
- 2002 — Зажигай со Стивенсами[англ.] / Even Stevens — учитель химии (в эпизоде Short Story)
- 2003 — Без следа / Without a Trace — Уолтер (в эпизоде The Friendly Skies)
- 2005—2009 — 4исла / Numbers — агент ФБР • техник ФБР (в 4 эпизодах)
- 2011 — Власть закона / The Chicago Code — Дэниел (в эпизоде O'Leary's Cow)
- 2012 — В ударе / Kickin' It — Инь Чэнь (в эпизоде The Chosen One[англ.])
- 2024 — Аватар: Легенда об Аанге / Avatar: The Last Airbender — продавец капусты (в 2 эпизодах)

## Не-кинематографические работы
- «The Road to Graceland» (1993) — пьеса, поставлена в театре Lifeline Theatre (Чикаго)[8].
- «Island of the Blue Dolphins» (1994) — пьеса, поставлена в театре Lifeline Theatre, удостоена премии Jeff Award[9].
- «Talking With My Hands» (1999) — «персональная выставка», рассказывающая о «китайско-итальянском воспитании» Си[10].
- «Still Life Las Vegas: A Novel» (2015) // изд. St. Martin's Publishing Group // ISBN 9781466859265 — повесть